# 2112 (album)
2112 is een album van de Canadese progressieve rockgroep Rush. Het album verscheen in 1976, als vierde studioalbum van de band. De eerste kant van de elpee werd volledig gevuld met het titelnummer "2112", een 20 minuten durend episch werk in zeven delen. Het is gebaseerd op de roman Anthem van Ayn Rand. De platenmaatschappij wilde liever geen nieuw episch nummer op dit album, omwille van het floppen van Caress of Steel dat twee zulke lange nummers bevatte. De band zette echter door en schreef een van hun eerste meesterwerken. Het album was hun definitieve doorbraak in de Verenigde Staten.

## Nummers
1. 2112 – 20:37
  - I: Overture – 4:32
  - II: The Temples of Syrinx – 2:13
  - III: Discovery – 3:29
  - IV: Presentation – 3:42
  - V: Oracle: The Dream – 2:00
  - VI: Soliloquy – 2:21
  - VII: Grand Finale – 2:14
2. A Passage to Bangkok – 3:34
3. The Twilight Zone – 3:17
4. Lessons – 3:51
5. Tears – 3:31
6. Something for Nothing – 3:59

## Artiesten
- Geddy Lee - basgitaar, keyboards, zang
- Alex Lifeson - gitaar
- Neil Peart - drums, percussie
- Hugh Syme - mellotron op "Tears"